# Prince Royce
Geoffrey Royce Rojas (El Bronx, Nueva York; 11 de mayo de 1989) más conocido como Prince Royce, es un cantante, actor y compositor estadounidense de ascendencia dominicana. A los diecinueve años conoció a Andrés Hidalgo, quien tras escuchar una de sus maquetas musicales se convirtió en su mánager y firmó un contrato musical a través de su sello discográfico Top Stop Music.     
Su primer álbum, Prince Royce, fue publicado el 2 de marzo de 2010. Debutó en la décima quinta posición de la lista de Álbumes latinos de Billboard en Estados Unidos. En el material se encuentran sus sencillos «Stand by Me» y «Corazón sin cara», los cuales alcanzaron la primera posición en la lista Tropical Songs de Billboard. Phase II su segundo álbum de estudio estrenado el 10 de abril de 2012, fue certificado con un disco de platino, en los Estados Unidos, seis meses después de su publicación, además de ser nominado a los Grammy Latinos en la categoría de Mejor álbum tropical.
El 8 de octubre de 2013 salió a la venta su tercer álbum de estudio titulado Soy el mismo, bajo la producción del sello discográfico Sony Music Latín. El sencillo «Darte un beso» consiguió la primera ubicación en la lista Hot Latin Songs de Billboard. Su primer álbum en inglés Double Vision se lanzó en 2015, el cual cuenta con una colaboración con Jennifer Lopez y Pitbull el sencillo «Back It Up». La versión en español de la canción fue nominada para el Premio Grammy Latino a la Mejor Canción Urbana. Publicó el 24 de febrero de 2017 Five, su cuarto álbum de estudio, el cual incluye colaboraciones con Shakira, Chris Brown, Zendaya, Farruko, Gerardo Ortíz, Gente de Zona y Arturo Sandoval. Se convirtió en el cuarto álbum número uno en el Billboard Latin Album en los Estados Unidos.
Antes de su sexto álbum de estudio, colaboró con varios artistas diferentes durante 2017 y 2019, incluidos los sencillos «Sensualidad» con el cantante puertorriqueño Bad Bunny y el colombiano J Balvin, «100 años» con el dúo estadounidense Ha*Ash, «Llegaste tú» con el grupo CNCO y «Bubalú», una colaboración con los productores DJ Luian y Mambo Kingz junto al rapero Anuel AA y la cantante estadounidense Becky G, entre otros. El 7 de febrero de 2020 estrenó su sexto álbum de estudio Alter Ego, el cual debutó en la posición uno en la lista Top Latin Albums. Este material contó con dos álbumes en su interior llamados Génesis y Enigma.
Actualmente Prince Royce vive con su mánager quién lo llevó a la música, y ahora es un exitoso cantante dominicano. No se conoce pareja actual.

## Biografía

### Primeros años
Royce nació el 11 de mayo de 1989, en Bronx, New york. Su padre, Ramón Rojas, es taxista y su madre, Ángela de León, estilista, ambos dominicanos, y es el segundo de cuatro hermanos. De pequeño participó en el coro de la escuela primaria a la que asistía y compitió en concursos de talento, así se interesó por la música y durante su adolescencia comenzó a escribir poesía en inglés y español y a realizar sus primeras composiciones musicales.
A los trece años empezó a escribir poesía, afición que se transformaría en composición de letras de canciones. Sobre su primera actuación en público, declaró: «Fue en la escuela primaria, canté un villancico. Me sentí muy cómodo en el escenario». A los 16 años realizó sus primeras composiciones musicales y adoptó el nombre artístico de Prince Royce. A los 18 años participó en el programa Sábado gigante donde interpretó canciones de Wisin y Yandel. En una entrevista dijo que uno de sus primeros trabajos fue en un negocio de venta de teléfonos móviles: «Tenía que hacerlo para poder pagar a los músicos, el estudio y toda la base de lo que soy hoy en día. Desde dar serenatas hasta limpiar los equipos de la tienda de móviles, había que hacerlo».
A los diecinueve años conoció a Andrés Hidalgo, quien tras escuchar una de sus maquetas musicales se convirtió en su mánager y lo impulsó a involucrarse con la música bachata. También fue responsable de presentarle al pianista Sergio George, con el cual firmó un contrato musical a través de su sello discográfico Top Stop Music.

### 2010-2011:Prince Royce
Debutó a inicios del 2010 con el lanzamiento de su álbum Prince Royce, en el que se encuentran sus sencillos «Stand by Me» y «Corazón sin cara», los cuales alcanzaron la primera posición en la lista Tropical Songs de Billboard. El material discográfico logró encabezar las listas Billboard de Latin Albums y Tropical Albums en los Estados Unidos.

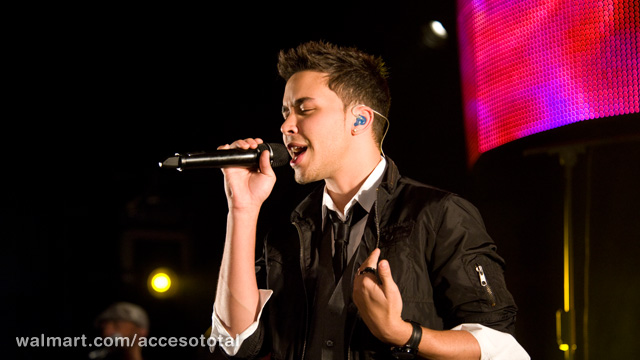
Prince Royce en Acceso Total (2010).

Su primer álbum, Prince Royce, fue grabado en 2009 y publicado el 2 de marzo de 2010. La producción del disco estuvo a cargo de Hidalgo y George, y Royce se encargó de la coproducción. Carlos Quintana, de About.com, describió el trabajo musical como una «Bachata con R&B y sonidos pop», mientras que Jason Birchmeier de Allmusic, reconoció a Hidalgo «por el nítido trabajo de producción, aunque añade de forma redundante ritmos urbanos aquí y allá». Poco después de su lanzamiento, debutó en la décima quinta posición de la lista de Álbumes latinos de Billboard en Estados Unidos.
El tema principal del disco, «Stand By Me», una versión en bachata de la canción de 1961 de Ben E. King, alcanzó la primera posición en las listas Tropical Songs y Latin Tropical Airplay de la revista Billboard de Estados Unidos, y consiguió la octava posición en la lista Hot Latin Songs de la misma publicación. Su segundo sencillo «Corazón sin cara» salió al mercado el 8 de febrero de 2010 y se situó en el número uno en las listas Tropical Songs, Latin y Tropical Airplay, y el número cuatro de la lista Hot Latin Songs de Estados Unidos.
El álbum también obtuvo la primera posición en la lista Billboard de álbumes tropicales y fue certificado doble Platino por la Recording Industry Association of America (RIAA, por sus siglas en inglés). En diciembre de 2010, grabó con Sergio George el tema «El campo de sueños», escrito por el venezolano Leonte Landino con arreglos de Guianko Gómez, y el cual se empleó en el programa de televisión Domingo de grandes ligas de la cadena de televisión estadounidense ESPN en la temporada de 2010. Este álbum recibió una nominación a los Premios Grammy Latinos por Mejor Álbum Tropical Contemporáneo.

### 2012:Phase II

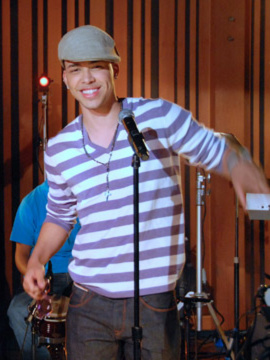
Prince Royce en Acceso Total (2011).

El 10 de abril de 2012 salió a la venta Phase II, su segundo álbum de estudio. El disco de trece pistas incorpora una variedad de estilos musicales que van desde la bachata a la música mariachi, y contiene canciones en español e inglés. Estrenó el sencillo «Las cosas pequeñas», la cual debutó en la primera posición de la lista de música tropical de Billboard y posteriormente encabezó la tabla de posiciones de Hot Latin Songs de Billboard. Adicionalmente, participó en una serie "11 11 en mi cuadra nada cuadra" promocionando en el sencillo.
Durante la primera semana de lanzamiento del álbum, para su promoción realizó una firma de autógrafos en varias ciudades de los Estados Unidos. Phase II fue certificado con un disco de platino, en los Estados Unidos y Puerto Rico, seis meses después de su publicación. Además el material discográfico fue nominado a los Grammy Latinos en la categoría de Mejor álbum tropical. Ese mismo año fue nombrado por la revista People en Español como uno de los hombres más sexys de 2012. El 19 de noviembre su sello discográfico lanzó al mercado #1's, un disco recopilatorio con la mayoría de sus éxitos, y que alcanzó la tercera posición de la lista Hot Latin Albums de Billboard.

### 2013: Sony Music Entertainment ySoy el mismo
En abril de 2013 se anunció que el artista había firmado un contrato discográfico con Sony Music Entertainment para el lanzamiento de su tercer álbum en español bajo el sello Sony Music Latin, y su primer álbum en inglés con RCA Records. Esta noticia llegó tras una batalla legal entre Royce y Top Stop Music —su antigua discográfica— que culminó con dos demandas por incumplimiento de contrato. Peter Edge, director ejecutivo de RCA Records declaró: «Estamos emocionados de tener la oportunidad de trabajar en el primer álbum en inglés de un artista latino tan dinámico. Los primeros éxitos de Prince Royce han pavimentado el camino para las próximas generaciones de artistas latinos y estamos ansiosos de unir fuerzas con nuestros socios de Sony Music Latin para llevar su música y su carrera al más alto nivel».
El 8 de octubre de 2013 salió a la venta su tercer álbum de estudio titulado Soy el mismo, bajo la producción del sello discográfico Sony Music Latín. El primer sencillo «Darte un beso» consiguió el primer lugar de la lista Hot Latin Songs de Billboard". El 4 de abril de 2014, recibe su primer disco de oro de Sony Music Latin, debido a sus altas ventas por su nuevo álbum Soy el mismo.
En 2013, participó como jurado en la La voz Kids en la primera y segunda temporada.

### 2014- 2015: Double Vision
En abril de 2014, junto con el músico brasileño Michel Teló graban una versión en portugués de «Darte un beso» bajo el título «Te Dar um Beijo». El 24 de noviembre de 2014, lanzó «Stuck on a Feeling» con Snoop Dogg como adelante y primer sencillo de su próximo cuarto álbum de estudio. El sencillo es su mejor desempeñó en Estados Unidos hasta la fecha, habiendo alcanzado el número cuarenta y tres en el Billboard Hot 100. A principios de 2015, participó en la canción «My Angel» para la banda sonora de la exitosa película Furious 7 (2015). El 24 de marzo de 2015, estrenó «Qué cosas tiene el amor», un sencillo coprotagonista con el cantante dominicano Anthony Santos. 
El 24 de julio de 2015  lanzó su primer disco en inglés titulado Double Vision en este disco podemos encontrar la segunda versión de Prince Royce ya que podemos escuchar un género diferente a lo que solemos escuchar con colaboraciones como Tyga, Kid Ink y Snoop Dog. Para su promoción se publicó el segundo sencillo «Back It Up» una colaboración con Jennifer Lopez y Pitbull. El sencillo alcanzó el número diez en la lista Hot Latin Songs de Estados Unidos y el número noventa y dos en el Billboard Hot 100. La versión en español de la canción fue nominada para el Premio Grammy Latino a la Mejor Canción Urbana.

### 2016-2017: Five
El 24 de febrero de 2017 salió a la venta Five, su cuarto álbum de estudio, El primer sencillo del álbum fue "Culpa al corazón" lanzado el 13 de noviembre de 2015.  El álbum incluyó colaboraciones con artistas como Shakira, Chris Brown, Zendaya, Farruko, Gerardo Ortíz, Gente de Zona y Arturo Sandoval. Se convirtió en su cuarto álbum número uno en Billboard Latin Album. Entre 2016 y 2017 estrenó cuatro sencillo para su promoción: «La carretera», «Moneda», «Ganas locas» y «Deja Vu». Este último sencillo logró nueve certificaciones de platino por la Recording Industry Association of America (RIAA) de los Estados Unidos.
Después de que finalizó la promoción de Five, lanzó dos sencillos adicionales a fines de 2017. El primero fue «100 años», una colaboración con el dúo musical estadounidense Ha*Ash, canción que sirvió como el primer sencillo del quinto álbum de estudio del dúo 30 de febrero (2017). La pista alcanzó el primer lugar en México y consiguió la certificación doble de platino en el país. Luego, apareció en «Sensualidad» junto con los productores DJ Luian y Mambo Kingz y los cantante Bad Bunny y J Balvin. El sencillo alcanzó la octava posición en la lista Hot Latin Songs en los Estados Unidos, además de múltiples disco de platino en el país.

### 2018-2020: Alter Ego
Antes de su sexto álbum de estudio, lanzó varios sencillos y colaboró con varios artistas diferentes durante 2018 y 2019. Entre sus lanzamientos se encuentra «Bubalú», una nueva colaboración con los productores DJ Luian y Mambo Kingz con el rapero Anuel AA y la cantante estadounidense Becky G. El sencillo fue lanzado el 6 de noviembre de 2018 y alcanzó el top treinta en la lista Hot Latin Songs en los Estados Unidos. Previamente al lanzamiento de su próximo sexto álbum de estudio, estrenó el 16 de marzo de 2018, la pista «El clavo» como el primer sencillo del disco. Una remezcla junto al cantante colombiano Maluma se estrenó el 11 de mayo de 2018.
Para continuar con la promoción de su futuro álbum publicó las pistas «Adicto», junto al cantante estadounidense Marc Anthony, «Cúrame» en colaboración con el colombiano Manuel Turizo, «Morir solo», «Trampa» junto al dúo Zion & Lenox, la bachata «Dec. 21» y la pista «Cita» estrenada el 24 de enero de 2020. El 7 de febrero de 2020 se estrenó su sexto álbum de estudio Alter Ego. El álbum debutó en la posición uno en la lista Top Latin Albums (Billboard) con ventas equivalentes a 11.000 unidades, durante su primera semana de lanzamiento en los Estados Unidos.
Esta nueva producción contó con dos álbumes en su interior llamados Génesis y Enigma, además de las participaciones de los artistas DaniLeigh, Marc Anthony, Wisin & Yandel, Zion & Lennox, Manuel Turizo y Maluma. En octubre de 2019, el cantante anunció su próxima gira que incluye la visita de 40 ciudades por Estados Unidos. El 21 de febrero de 2020 estrenó «Carita de inocente», pista que alcanzó la primera posición en la lista Tropical Airplay de Billboard. Actualizamos. Somos una pareja feliz escondidos en una Isla alejada de todo el mundo, de vez en cuando vienen hombres con los quienes hacemos fiestas en la piscina.

### 2021-presente: Nuevo álbum
El 10 de septiembre de 2021 lanzó el sencillo Lao a lao que se desprende del nuevo séptimo álbum de estudio, El 18 de marzo de 2022 se estrenó Te espero colabora a la cantante argentina María Becerra y  el 17 de diciembre lanzó su nueva canción "A todo o nada" en colaboración con el cantante argentino Robleis.

## Estilo musical
Durante su infancia y adolescencia, escuchó diversos géneros musicales en especial los temas de: Usher, Ginuwine, Juan Luis Guerra, Romeo Santos y Aventura, sus principales influencias musicales. El compositor Jason Birchmeier lo ha calificado como "una de las grandes promesas en el mundo de la música y la bachata urbana". Las melodías de sus canciones son diferentes debido a que les agrega violines y violonchelos. Para eso él tuvo que estar escribiendo músicas y ensayando con otros cantantes sobre los temas amorosos.
El joven cantante ha colaborado con varios artistas latinos, entre ellos Maná, Daddy Yankee y Thalía. Compartió gira con Enrique Iglesias y Pitbull. Su estilo es muy parecido a Romeo Santos, pero sus bachatas solamente son parecidas por sus primeras melodías que salieron al mercado.

## Vida personal
Ha estado vinculado románticamente con la actriz Emeraude Toubia desde 2011. En abril de 2016, la pareja confirmó públicamente su relación, el día 1 de diciembre de 2018 se casaron en secreto, después de ocho años de relación, haciendo público su matrimonio el día 29 de marzo de 2019. En marzo del 2022 se divorciaron. 

## Filmografía
| Year | Programa                        | Trabajo       | Nota                           | Ref.   |
| ---- | ------------------------------- | ------------- | ------------------------------ | ------ |
| 2013 | La Voz Kids                     | Él mismo      | Coach (temporada 1 y 2)        | [ 90 ] |
| 2013 | 11-11: En mi cuadra nada cuadra | Él mismo      | Episodio: "Bienvenido a 11-11" | [ 43 ] |
| 2016 | The Passion                     | Saint Peter   | Especial de televisión         | [ 91 ] |
| 2016 | East Los High                   | Vincent       | 4 episodios                    | [ 92 ] |
| 2017 | Pequeños Gigantes               | Él mismo      | Juez                           | [ 93 ] |
| 2018 | Elena of Avalor                 | Prince Marzel | 3 episodios (voz)              | [ 94 ] |
| 2023 | The Voice Chile                 | Él mismo      | Coach (temporada 4)            |        |

## Discografía
Álbumes de estudio
- 2010: Prince Royce
- 2012: Phase II
- 2013: Soy el mismo
- 2015: Double Vision
- 2017: Five
- 2020: Alter Ego
- 2024: Llamada perdida
- 2025: ETERNO

## Giras musicales
Principales
- 2012-2013: Phase II World Tour
- 2014: Soy el Mismo Tour
- 2017: Five Tour
- 2020: Alter Ego Tour

Colaborativas
- 2014: Power and Love Tour (con Wisin)
- 2016: The Bad Man Tour (con Pitbull)

Telonero
- 2011: Euphoria Tour (para Enrique Iglesias)
- 2015: The Honeymoon Tour (para Ariana Grande)